# Медичний трикордер
Медичний трикордер (англ. Scanadu Scout™) — електронний пристрій медичного спрямування, який дозволяє визначати за короткий час (до 10 секунд)  деякі життєво важливі показники організму людини: частоту пульсу, артеріальний тиск, частоту дихальних рухів, оксигенацію крові, ЕКГ, загальний стресовий стан.
На початок 2016 року є кілька приладів із подібними функціями, та це єдиний медичний ґаджет з такими можливостями. Понад 7 тисяч жителів планети з 70 країн користуються вже цим пристроєм.
Scanadu Scout(tm) розроблено дочірньою компанією Nasa Research Park: Scanadu Inc., у 2012 році.
Більше 1,6 мільйона доларів для подальшої розробки та вдосконалення пристрою команда зібрала в 2013 році на краудфандинговій платформі Indiegogo.
Причиною розробки саме такого пристрою стало змагання Qualcomm Tricorder XPRIZE, яке оголосила компанія XPRIZE (r) у січні 2012 року. Основною умовою науково-технічного змагання є створення трикордер-а, пристрою медичного догляду та діагностики із відомого фантастичного фільму "Star Trek"(«Зоряний шлях», де один із головних героїв носив із собою пристрій, який саме так і називався та міг сканувати об'єкти довкілля, видаючи певні результати щодо можливого складу, структури та  функціонального стану об'єкта досліджень).
Вимоги до можливостей фантастичного приладу чітко визначені, їх 18. Scanadu Scout(tm) виконує лише 5 останніх функцій у реальному часі, визначає: артеріальний тиск, частоту серцевих скорочень, насичення крові киснем, частоту дихання, загальну температуру тіла.
Пристрій працює під 32-бітною ОС RTOS Micrium від NASA, підтримує технологію Bluetooth 4.0.  Його розмір не більший за звичну сірникову коробку, округлої форми, спроможний отримувати і зберігати отримані дані, також пересилати їх на смартфон.  Програмні додатки розроблено для  ОС: Android та iOS(Apple).
Для запуску процесу діагностики пристрій достатньо взяти в руку двома пальцями у певних місцях та потримати 10 секунд. Також отримані дані можна надсилати рідним, близьким та відповідним лікарям. 
Конкурс заплановано завершити у 2017 році, команда Scanadu Inc. потрапила до 7 команд, які вийшли у фінал змагань.
Цікавим є також те, що компанія-розробник збирає добровільно дані, які зображено у вигляді карти материків та країн на Землі, де видно домінантну проблему тіла людини згідно показників визначених медичним трикордером.

На закінчення 2016 року, було відібрано дві команди. А у квітні 2017 року було оголошено переможця і виділено відповідну суму коштів для подальшої розробки та вдосконалення, для масового використання:
Головний приз у розмірі 2,6 мільйонів доларів дістався команді, що з Пенсільванії(США), Final Frontier Medical Devices на чолі з доктором Базілем Харрісом, лікарем невідкладної медицини, та інженером мереж Джорджем Харрісом (брати), робоча назва пристрою DxtER. На другому місці, приз в розмірі 1 мільйон доларів США був наданий фіналістам з Тайваню, група Dynamical Biomarkers під керівництвом професора Гарвардської медичної школи Чун-Кан Пенг, доктор філософії та підтримується HTC Research — робоча назва пристрою DeepQ Kit.